# Invisible Chains (canção de Lauren Jauregui)
"Invisible Chains" é uma canção pertencente a trilha sonora do filme Birds of Prey, interpretada pela cantora e compositora americana Lauren Jauregui, lançada no dia 7 de fevereiro de 2020.

## Informações
Em setembro de 2019, Daniel Pemberton foi anunciado para atuar como compositor da trilha sonora do filme. O álbum da trilha sonora do filme, intitulado Birds of Prey: The Album, foi anunciado em janeiro de 2020, e lançado em 7 de fevereiro do mesmo ano, para coincidir com o lançamento do filme. Para promover o álbum, um single foi lançado toda sexta-feira antes do lançamento do filme.
A lista de músicas foi revelada no dia 10 de janeiro de 2020 pela Atlantic Records, juntamente com a pré-venda e pré-encomenda do álbum, e apresenta 15 faixas que contém apenas artistas femininas. Entre as várias artistas femininas que estão no álbum, temos grandes nomes da música, como Megan Thee Stallion, Normani, Halsey, Doja Cat, Charlotte Lawrence e Lauren Jauregui. O álbum estreou no número 23 na Billboard 200 dos EUA, número nove na Austrália e entre os 40 primeiros no Canadá, Nova Zelândia e Suíça.
Em resposta a uma fan no Twitter, Lauren deu a seguinte resposta em relação a sua contribuição na composição da música: "Eu co-escrevi. A música estava quase pronta quando a Atlantic me chamou, havia apenas algumas frases e coisas que não se encaixavam bem para mim, e eles me deram a oportunidade de reescrever essas coisas, e eu fiz as vozes de fundo e improvisos também. Sou geralmente muito decidida a não fazer uma música se não fizer parte do processo de escrita, mas eu me relacionei tanto com o conteúdo lírico [...] eu sabia que seria uma oportunidade maravilhosa de ter um momento "Evanescence", então eu aceitei".
"Invisible Chains" é uma canção forte, inspiradora e que fala sobre cura, superação e alto conhecimento de si mesmo. Confira abaixo um trecho da música:

(Continuo correndo no meu caminho, eu posso ver a luz/ Ainda tenho cem milhas e estou sentindo como se eu pudesse ficar viva/ Eu estive presa em uma gaiola/ A tristeza disse que eu deveria ficar/ Mas eu encontrei beleza nessa dor/ Que me deu forças para quebrar essas correntes invisíveis).

## Ligações Externas
- Invisible Chains no Spotify